# Stefan Daagarsson
Stefan Daagarsson, född 14 juli 1947 i Bollnäs, död där 7 mars 2025, var en svensk författare, förläggare, musiker och konstnär. Han har också framträtt som rollfiguren Rotebergs-Raggarn.

## Biografi
Stefan Daagarsson debuterade med The Snippers som popmusiker i januari 1966. 1967 startade han ett nytt band; Charlie & The Others. Förutom Daagarsson var det Lars Ohlson och Hans-Jörgen Alsing, och bandet spelade ihop ett drygt år 1966–1967. Daagarsson engagerades 1969 till nystartade TV2-teatern där han var verksam i över två års tid.
Hösten 1968 debuterade Daagarsson som författare med romanen  ...är att berätta allt, utgiven på Bonniers. I mars 1969 kom ytterligare en roman på Bonniers, med titeln "Junivaka". När Bonniers refuserade hans tredje roman "Marguerite" startade han ett eget förlag 1970, Inferi, vilket utöver hans egna alster utgav verk av andra författare, som till exempel Sonja Åkesson, Sandro Key-Åberg, Lars Fredin. Året därpå startade han även kulturtidskriften Inferi, en tidskrift för "progressiv, icke-kommersiell kultur", vilken han utgav till och med 1979.
Under senare år var Daagarsson, vid sidan av förlagsverksamheten, främst verksam som bildkonstnär. Han hade ett knappt 20-tal egna utställningar (två i Stockholm, en i Danmark och han antogs till 12 jurybedömda utställningar). Han drev sedan 1991 Daagarsson-gården, en konstgård strax söder om Bollnäs, och var 1992 en av de fem grundarna av Lenninge Konstförening. Riksförbundet Sveriges Konstföreningar tilldelade honom år 2005 "Christina Jutterström-priset".
Daagarsson tilldelades 2010 Hälsinge Akademis hedersbelöning, i form av medalj och diplom, för sina kulturinsatser. Han var sommarpratare i Sveriges Radio den 14 augusti 1991.

## Rotebergs-Raggarn
Daagarsson spelade många gånger rollen som Rotebergs-Raggarn, en fiktiv kulturpersonlighet från Roteberg utanför Edsbyn i Hälsingland.
Rotebersraggarn porträtteras som boende hemma hos "morsan", och är rock'n'roll-musiker, poet, radiokåsör och bandysupporter för Edsbyns IF. Daagarsson framträdde som mest som Rotebergs-Raggarn under 1980-talet, då han kåserade regelbundet i Radio Gävleborg och spelade i bandet "Rotebergs-Raggarn & hanses Kometer" som fyllde folkparkerna runt om i Gävleborgs län.

## Diskografi i urval

### LP
- Stefan Daagarsson: Strömkarl i elransoneringstider (Forsaljud,FolLP3, 1976)
- Rotebergs-Raggarn & hanses Kometer: "Dä ä rôck sôm gäller!" (Knåda Records, Knåd-LP1, 1984)
- Rotebergs-Raggarn & hanses Kometer: Rôckar-Glädje (Knåda Records, Knåd-LP2, 1988)
- Rotebergs-Raggarn & hanses Kometer: Alias Rex Rocker (Knåda Records, Knåd-LP3, 1989)

### CD
- Stefan Daagarsson/Rotebergs-Raggarn: "Min barndoms jul/Julbetraktelse (Knåda Records, Knåd-CDsl 5, 1991)

### Singlar
- Heja Byn!/Anna-Stina Persson (Knåda Records, Knåd-sL1 1982)
- Så länge fässlene höller/Sömmarröck (Knåda Records, Knåd-sL2 1983)
- "Gammal vänskap (Auld Lang Syne)/Can't Help Falling In Love" (Knåda Records, Knåd-sl 1, 1986)
- "När jag sir dine ygen/Ja' älsker rôck'n'rôll!" (Knåda Records, Knåd-sl 4, 1987)
- "Min barndoms jul/Julbetraktelse" (Knåda Records, Knåd-sl 5, 1991

## Fotnoter
1. ↑  I folkbokföringen stavas namnet "Dagarsson",[3] men anges som "Daagarsson" i andra källor, exempelvis Libris[4]